# Cube bikes
CUBE is een Duitse fietsenfabrikant die verschillende typen fietsen produceert, waaronder mountainbikes.

## Geschiedenis
Het bedrijf is opgericht in 1993 door voormalig student Marcus Pürner, die begon met de productie van fietsen op 50 m² in zijn vaders meubelfabriek in Waldershof. Het had in 2012 een productieoppervlak van 55.000 m². Het bedrijf verkocht naar eigen zeggen in 2015 500.000 fietsen in meer dan 60 landen. Er werken meer dan 850 mensen. 

## Producten
Het assortiment bestaat uit verschillende typen mountainbikes, racefietsen, tijdritfietsen, elektrische fietsen en toerfietsen. Er worden ook damesmodellen, kinderfietsen, kleding en accessoires aangeboden.
De meeste modellen verkrijgbaar in verschillende uitvoeringen die alleen verschillen in afzonderlijke componenten en uiterlijk.

## Sponsorteams
- Het 'Cube Action Team' werd in 2011 opgericht.[3] Sindsdien heeft het meerdere successen behaald, bijvoorbeeld bij de Enduro World Series en de Trans-Provence.
- Het team 'Cube Global Squad' werd opgericht in 2016 om mee te doen voor de Downhill World Cup. Met de Schot Greg Williamson en de Nieuw-Zeelander Matt Walker werden twee renners met ervaring in de World Cup aangenomen.
- Sinds 2014 ondersteunt Cube Intermarché-Wanty-Gobert Matériaux: Deze Belgische ploeg heeft sinds 2021 een World Tour status.
- Cube ondersteunt de "Raelert-Brothers", twee triatleten.[4]
- Factory Pilots: Cube ondersteunt atleten met apparatuur en knowhow.
- Factory co-piloten: Ssporters, ondersteund door Cube en hun lokale dealer.
- Duits voetbalelftal, Duitsland -21 en Duitsland vrouwenelftal: Cube rust de Duitse nationale voetbalteams sinds 2012 uit met fietsen.[5]